# Deanna Needell
Deanna Needell (1981) è una matematica statunitense specializzata in matematica applicata all'Università della California.

## Biografia
Needell ha conseguito il dottorato in matematica presso l'Università della California, Davis nel 2009. Il titolo della sua tesi era Topics in Compressed Sensing. È stata ricercatrice post-dottorato presso la Stanford University dal 2009 al 2011.
È autrice di oltre 200 articoli di ricerca, ha affiancato numerosi dottorandi e ha fatto da mentore a un gran numero di postdoc. È nota per il suo lavoro sull'apprendimento automatico, l'ottimizzazione e l'elaborazione dei segnali, nonché per le applicazioni che coinvolgono organizzazioni no-profit comunitarie nel campo della medicina e della giustizia sociale.

## Premi e onorificenze
Deanna Needell ha ricevuto il Premio IMA in Matematica e Applicazioni nel 2016 insieme alla collaboratrice Rachel Ward. Il premio ha riconosciuto il loro lavoro teorico relativo al rilevamento compresso con applicazione alla risonanza magnetica, con Needell premiata in particolare per i suoi contributi all'approssimazione sparsa, all'elaborazione del segnale e all'ottimizzazione stocastica. Ha anche ricevuto la borsa di studio Alfred P. Sloan e il premio CAREER Award della National Science Foundation. È stata nominata membro dell'American Mathematical Society, nella classe dei borsisti del 2022, "per i contributi al rilevamento compresso e alla matematica dei dati". È anche membro di SIAM, nella classe di borsisti 2024, eletta "per i contributi al rilevamento compresso, all'ottimizzazione stocastica e alla scienza dei dati applicata". Ha tenuto numerose conferenze plenarie e keynote in conferenze in tutto il mondo, tra cui la Falconer Lecture del 2024 presso la Mathematical Association of America (MAA) Mathfest.